# Gwoździany
Gwoździany est une localité polonaise de la gmina de Pawonków, située dans le powiat de Lubliniec en voïvodie de Silésie.

## Histoire
De 1743 à 1926, Gwosdzian fait partie de l'arrondissement de Lublinitz dans le district d'Oppeln au sein de la province de Silésie.